# Akiva Vroman
Akiva Jaap Vroman (en hebreo: עקיבא פרומן‎); (Gouda, Países Bajos, 21 de mayo de 1912 - Herzliya, Israel, 1989) fue un geólogo israelí.

## Biografía
Vroman nació en los Países Bajos, donde estudió geología y teología en la Universidad de Utrecht. Emigró a Eretz Israel en 1940, habiendo vivido anteriormente allí a mediados de la década de 1930. En 1936, se dedicó al trabajo geológico en Zichron Ya'akov, estudiando la historia geológica de las Montañas del Carmelo. Se casó con Gonny Betsy DeLeo, con quien tuvo tres hijas, todas nacidas en Jerusalén.

## Carrera científica

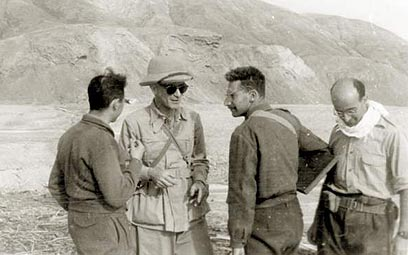
Israel Dostrovsky (derecha) y Akiva Vroman (segundo desde la derecha) en un recorrido para el departamento Científico en el Negev.

En 1939, publicó su tesis doctoral, "Geología de la Región del Sudoeste del Carmelo" (Eretz Israel). En 1940, fue invitado a trabajar como geólogo en Israel. Se unió al profesor de la Universidad Hebrea de Jerusalén Leo Picard, jefe del Departamento de Geología en el Monte Scopus. En 1945-1948, se desempeñó como geólogo de campo de la Jordan Exploration Company, que buscaba petróleo en la región de Ein Gedi. Elaboró mapas de la región, incluyendo Masada y Sodoma. Durante la Guerra de Independencia de Israel, Vroman trabajó para el Departamento de Cartografía y Fotografía de las Fuerzas de Defensa de Israel. Después del sitio de Jerusalén, se unió a Yaacov Bendor en una misión para mapear el desierto del Negev en busca de depósitos de petróleo, agua y minerales.
En 1950, Vroman se mudó a Haifa para enseñar en el Technion.
En 1964, Vroman estudió técnicas de fotografía aérea en Francia.

## Premios y reconocimientos
- En 1955, Vroman recibió el Premio Israel, para las Ciencias de la vida.[2]